# Pingstkyrkan, Borensberg
Pingstkyrkan, Borensberg är en kyrkobyggnad i Borensberg. Kyrkan tillhör Pingstförsamlingen, Borensberg som var ansluten till Pingströrelsen.

## Instrument
I kyrkan finns en elorgel med två manualer och pedal. Det finns även ett piano.